# شركة رأس لأنوف لتصنيع النفط والغاز
شركة رأس لانوف لمعالجة النفط والغاز (راسكو) هي شركة تابعة لمؤسسة النفط الوطنية الليبية المملوكة للدولة الليبية . تقوم شركة راسكو بتشغيل مصفاة رأس لانوف .

## روابط خارجية
- الموقع الرسمي
- الصناعة المعدنية الليبية 2004